# Amours interdites : Au-delà des préjugés, vies et paroles de lesbiennes
Pour les articles homonymes, voir L'Amour interdit et Forbidden Love.
Pour plus de détails, voir Fiche technique et Distribution.
Amours interdites : Au-delà des préjugés, vies et paroles de lesbiennes (en anglais : Forbidden Love: The Unashamed Stories of Lesbian Lives) est un film documentaire canadien de 1992 sur les conditions de vie des femmes lesbiennes et de leurs expériences littéraires du genre Lesbian pulp fiction.
Il a été écrit et réalisé par Aerlyn Weissman et Lynne Fernie.

## Fiche technique
- Réalisation et scénario : Aerlyn Weissman et Lynne Fernie
- Musique : Kathryn Moses
- Société de production : National Film Board of Canada
- Genre : Documentaire
- Durée : 85 minutes (1 h 25)

## Distribution
- Keely Moll : elle-même
- Stephanie Ozard : elle-même
- Ann Bannon : elle-même
- Reva Hutkin : elle-même
- Lois M. Stuart : elle-même
- Nairobi : elle-même
- Jeanne Healy : elle-même
- Amanda White : elle-même
- Carol Ritchie-MacKintosh : elle-même
- Ruth Christine : elle-même
- Stephanie Morgenstern : Laura
- Lynne Adams : Mitch
- Marie-Jo Therio : Beth
- George Thomas : Bill
- Lory Wajnberg : la barman
- Ann-Marie MacDonald : la narratrice (voix)

## Distinctions
En 1993, le film a remporté le prix Génie du meilleur long métrage documentaire. En 1994, il a remporté un GLAAD Media Award dans la catégorie Outstanding Film et le Prix du public décerné au meilleur long métrage documentaire au Festival international de films de femmes de Créteil.